# Gle Seungungoh Mampre
Gle Seungungoh Mampre är en kulle i Indonesien.   Den ligger i provinsen Aceh, i den västra delen av landet, 1 800 km nordväst om huvudstaden Jakarta. Toppen på Gle Seungungoh Mampre är 140 meter över havet.
Terrängen runt Gle Seungungoh Mampre är kuperad åt sydväst, men åt nordost är den platt. Terrängen runt Gle Seungungoh Mampre sluttar österut.Runt Gle Seungungoh Mampre är det tätbefolkat, med 297 invånare per kvadratkilometer. Närmaste större samhälle är Sigli, 18,3 km öster om Gle Seungungoh Mampre. Trakten runt Gle Seungungoh Mampre består till största delen av jordbruksmark.